# Hombrechtikon
Hombrechtikon je obec v kantonu Curych ve Švýcarsku. Žije zde  obyvatel.

## Geografie

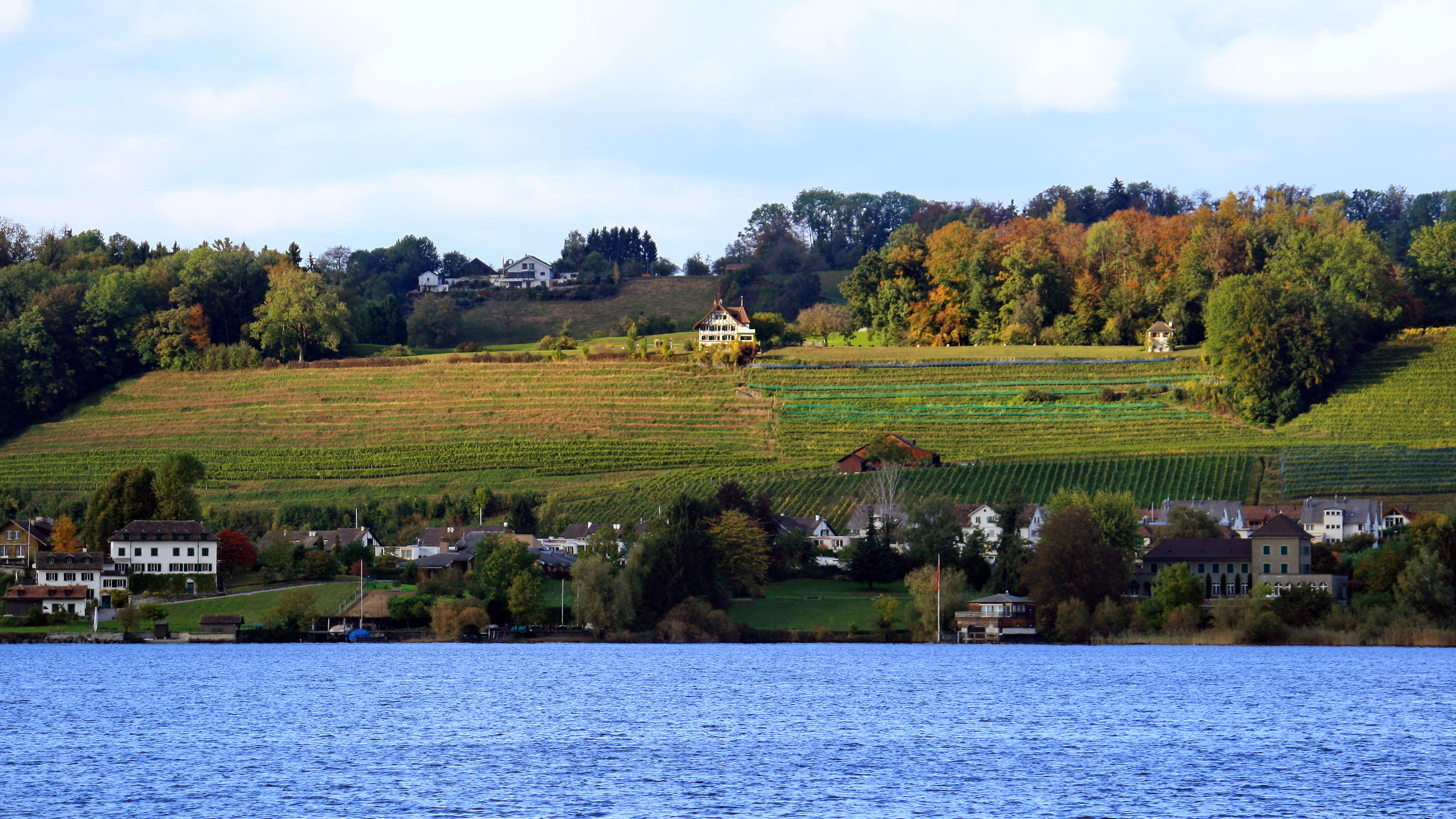
Feldbach

Území obce se rozkládá od Curyšského jezera po návrší hřebenu Pfannenstiel. Rozloha obce činí 1219 ha, z čehož 61 % připadá na zemědělskou půdu, 15 % na lesy a 14 % na osídlení. Vesnice Feldbach leží u jezera, kde se nachází také železniční stanice. Samotná obec Hombrechtikon se tyčí nad jezerem na hřebeni Pfannenstiel. Na náhorní plošině v kotlině Pfannenstielu se na území obce nad vesnicí nachází chráněná rašeliniště Ütziker Ried a Lützelsee.
Sousedními obcemi jsou Stäfa, Oetwil am See, Grüningen a Bubikon v kantonu Curych a Rapperswil-Jona v kantonu St. Gallen.

## Historie

Letecký pohled (1931)

Nález kamenné sekery z neolitu (cca 4500 př. n. l.) v lokalitě Fromatt naznačuje, že oblast dnešní obce byla již v té době osídlena lidmi. Nejstarší stopy osídlení zanechali kolem roku 3800 př. n. l. obyvatelé palisádových osad u Feldbachu u Curyšského jezera.
Jméno hunbrestinchon se poprvé objevuje v písemných pramenech v roce 1194. Jméno pochází od alemanského zakladatele rodu jménem Humbracht. Jméno Hombrechtikon tedy spolu s koncovkou -ikon znamená „Humbrachtův dvůr“.
Jednotlivé osady a vesnice měnily opakovaně své majitele. V 8. století jsou doloženy pozemky kláštera St. Gallen, ve vrcholném a pozdním středověku také pozemky kláštera Einsiedeln. Spolu s panstvím Grüningen přešel Hombrechtikon v roce 1273 jako léno St. Gallenu k Habsburkům, v roce 1374 jako zástava k Gesslerům a v roce 1408 připadl městu Curych. V roce 1450 bylo několik statků přiděleno ke správnímu úřadu Stäfa. V roce 1798 se Hombrechtikon stal součástí helvétského okresu Meilen, v roce 1803 okresu Horgen, v roce 1814 okrsku a v roce 1831 dnešního okresu Meilen. Církevně Hombrechtikon původně patřil k farnosti Ufenau pod patronátem Einsiedelnu.

## Obyvatelstvo
| Rok            | 1634 | 1772 | 1850 | 1900 | 1950 | 1970 | 1990 | 2000 | 2010 | 2021 |
| Počet obyvatel | 617  | 1501 | 2649 | 2292 | 3079 | 4589 | 6865 | 7246 | 7957 | 9006 |

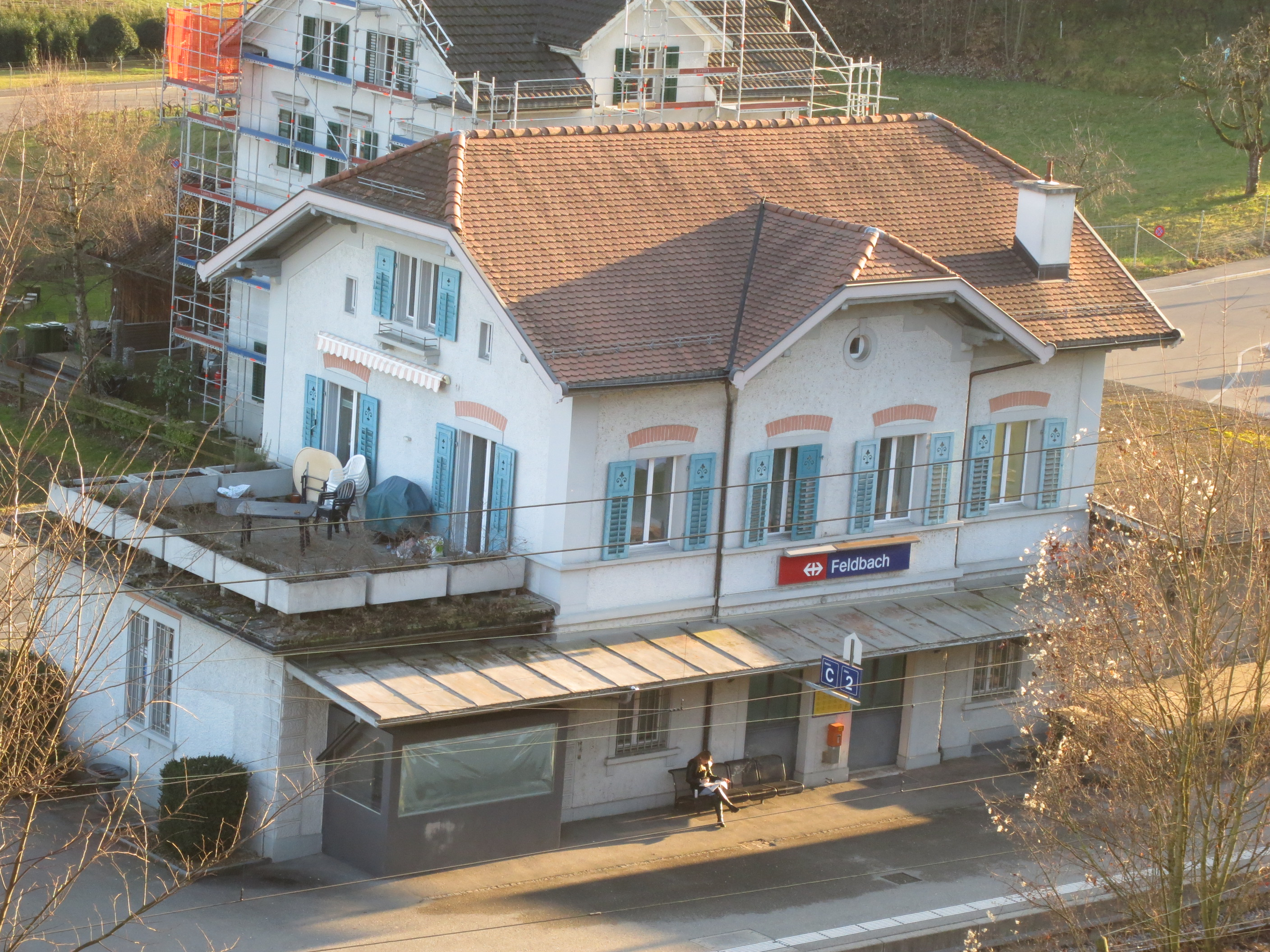
Železniční stanice Feldbach

Úředním jazykem obce je němčina. Místní dialekt němčiny je nazýván Züridütsch (curyšská němčina). Většina obyvatel hovořila k roku 2000 německy (88,9 %), druhou nejčastější řečí byla italština (2,4 %) a třetí albánština (1,7 %).

## Doprava
Hombrechtikonem prochází železniční trať Curych–Rapperswil, která byla otevřena 14. března 1894 a elektrifikována v květnu 1926. Hombrechtikon obsluhuje linka S7 curyšského systému vlakových linek S-Bahn. Dále obec obsluhují autobusové linky, které jsou provozovány dopravním svazem Verkehrsbetriebe Zürichsee und Oberland (VZO). Ty obec spojují s obcemi Bubikon, Stäfa a dalšími.